# Чемпионат СССР по тяжёлой атлетике 1978
53-й чемпионат СССР по тяжёлой атлетике прошёл с 21 по 26 апреля 1978 года в Киеве (Украинская ССР). В нём приняли участие 176 атлетов, которые были разделены на 10 весовых категорий и соревновались в двоеборье (рывок и толчок).

## Медалисты
| Категория    | Золото                                    | Золото                 | Серебро                                        | Серебро                | Бронза                                    | Бронза                 |
| До 52 кг     | Каныбек Осмоналиев «Буревестник» Фрунзе   | 235 кг (100 + 135)     | Адам Гнатов Вооружённые Силы Львов             | 227,5 кг (97,5 + 130)  | Сергей Катруш «Труд» Волгоград            | 217,5 кг (95 + 122,5)  |
| До 56 кг     | Дмитрий Поспелов Вооружённые Силы Горький | 252,5 кг (110 + 142,5) | Владимир Ли Вооружённые Силы Фрунзе            | 250 кг (112,5 + 137,5) | Виктор Веретенников «Труд» Волгоград      | 247,5 кг (102,5 + 145) |
| До 60 кг     | Николай Колесников «Труд» Бугульма        | 280 кг (125 + 155)     | Владимир Головко «Буревестник» Новосибирск     | 272,5 кг (112,5 + 160) | Вадим Бабошин «Спартак» Рыбинск           | 270 кг (120 + 150)     |
| До 67,5 кг   | Валерий Вергун Вооружённые Силы Минск     | 307,5 кг (140 + 167,5) | Сергей Певзнер Вооружённые Силы Ростов-на-Дону | 307,5 кг (130 + 177,5) | Равис Мухаметов Вооружённые Силы Пермь    | 305 кг (132,5 + 172,5) |
| До 75 кг     | Александр Логутов «Труд» Новокуйбышевск   | 332,5 кг (142,5 + 190) | Валерий Смирнов Вооружённые Силы Ленинград     | 330 кг (145 + 185)     | Валерий Утоплов Вооружённые Силы Киев     | 325 кг (147,5 + 177,5) |
| До 82,5 кг   | Валерий Шарий Вооружённые Силы Минск      | 362,5 кг (162,5 + 200) | Вадим Авжян Вооружённые Силы Днепропетровск    | 350 кг (157,5 + 192,5) | Виктор Лысенко Вооружённые Силы Хабаровск | 350 кг (160 + 190)     |
| До 90 кг     | Давид Ригерт «Труд» Шахты                 | 380 кг (170 + 210)     | Адам Сайдулаев Вооружённые Силы Грозный        | 380 кг (172,5 + 207,5) | Сергей Полторацкий Вооружённые Силы Киев  | 375 кг (165 + 210)     |
| До 100 кг    | Сергей Аракелов «Спартак» Краснодар       | 392,5 кг (172,5 + 220) | Алым Ачичаев «Авангард» Днепродзержинск        | 382,5 кг (172,5 + 210) | Сергей Кулаков «Урожай» Краснодар         | 380 кг (170 + 210)     |
| До 110 кг    | Валерий Кузниченко «Авангард» Бровары     | 395 кг (170 + 225)     | Юрий Зайцев Вооружённые Силы Днепропетровск    | 395 кг (170 + 225)     | Роберт Оганесян «Динамо» Ереван           | 392,5 кг (175 + 217,5) |
| Свыше 110 кг | Султан Рахманов «Авангард» Днепропетровск | 430 кг (192,5 + 237,5) | Анатолий Повага Вооружённые Силы Ворошиловград | 412,5 кг (175 + 237,5) | Валентин Кузьмин «Динамо» Волгоград       | 410 кг (180 + 230)     |